# Symphorophilie
Als Symphorophilie (von altgriechisch συμφορά symphora „Ereignis, Zufall, (speziell:) Unglück, Unfall“ und -philie) bezeichnet man die sexuelle Erregung durch das Betrachten von Unfällen oder Katastrophen, bei denen Personen zu Schaden gekommen sein können, aus (sicherem) Abstand. Symphorophilie ist eine Form der Paraphilie, T. Knecht listet sie unter weitere Paraphilie-Formen auf. Der Name taucht ab 1984 in der wissenschaftlichen Literatur auf. Symphorophilie kann strafrechtlich relevant werden, wenn durch Gaffer Rettungs- und Hilfsmaßnahmen behindert werden. Eine Unterart der Symphorophilie ist die Genitosymphorophilie, bei der die sexuelle Erregung dadurch ausgelöst wird, dass die betrachtende Person zu erkennen glaubt, dass die geschädigten Personen an ihren Geschlechtsorganen verletzt werden.

## Popkultur
Im 1973 erschienene Dystopischen Roman Crash (von James Graham Ballard) und der gleichnamigen Verfilmung (1996, Regie: David Cronenberg) spielt Symphorophilie eine zentrale Rolle. Dabei wird das Fahrzeug zum sexuellen Fetischobjekt und zur Verlängerung der menschlichen Sexualität, wenn die Protagonisten absichtlich Unfälle herbeiführen, um so ihre Vorliebe auszuleben.